# Mohammed Anwar
Mohammed Anwar (ur. ?) – afgański lekkoatleta, skoczek w dal i trójskoczek.

## Rekordy życiowe
- Skok w dal – 7,05 (1940) rekord Afganistanu[1][2]
- Trójskok – 12,99 (1940) rekord Afganistanu[3][4]